# Biotopo magredi di San Quirino
Il biotopo magredi di San Quirino è un'area naturale protetta del Friuli-Venezia Giulia istituita nel 1997.
Occupa una superficie di circa 20 ha nella provincia di Pordenone, nel comune di San Quirino. È una zona costituita prevalentemente da prati aridi e ghiareti.

## Flora

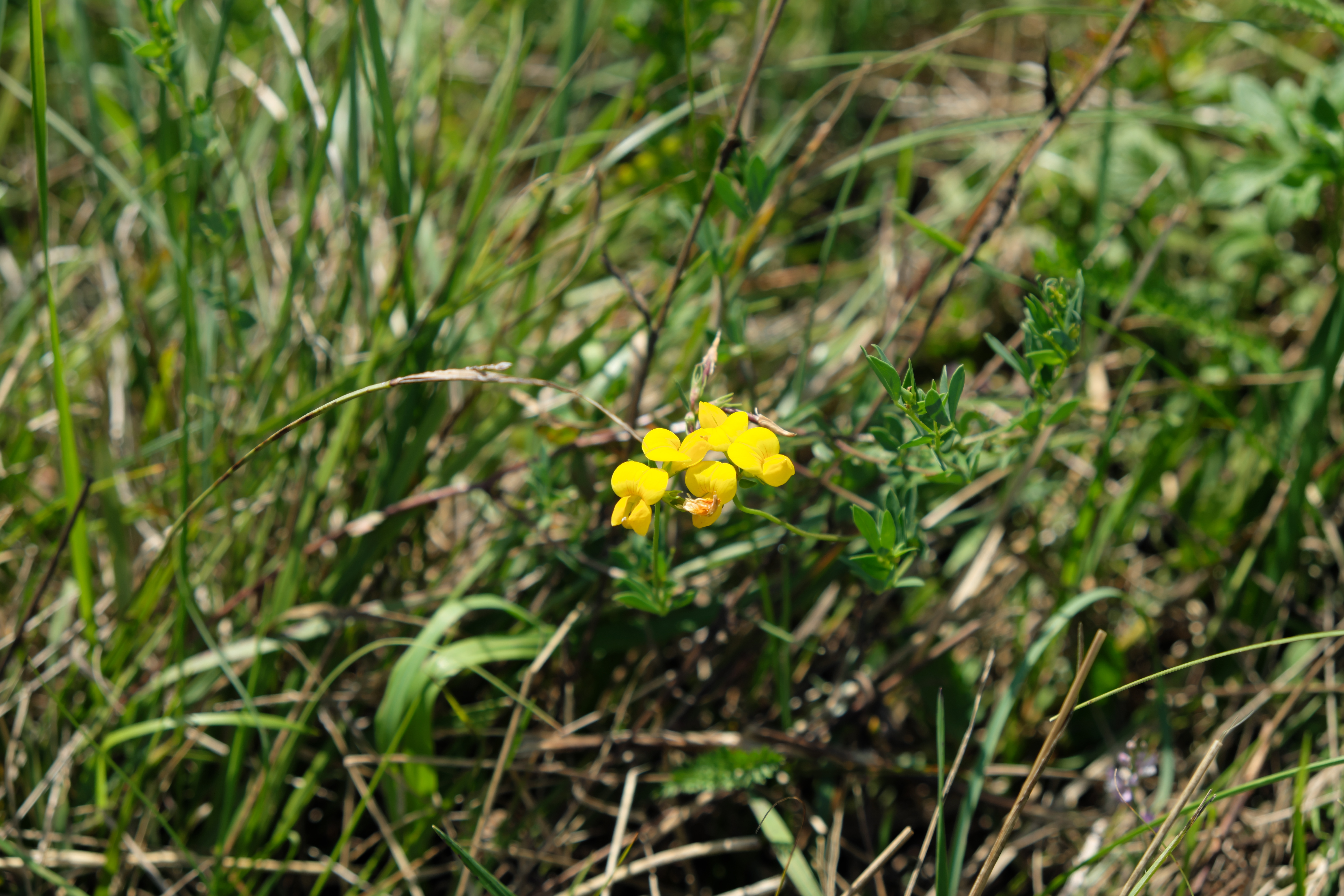
Cytisus pseudoprocumbens nel biotopo

## Galleria d'immagini

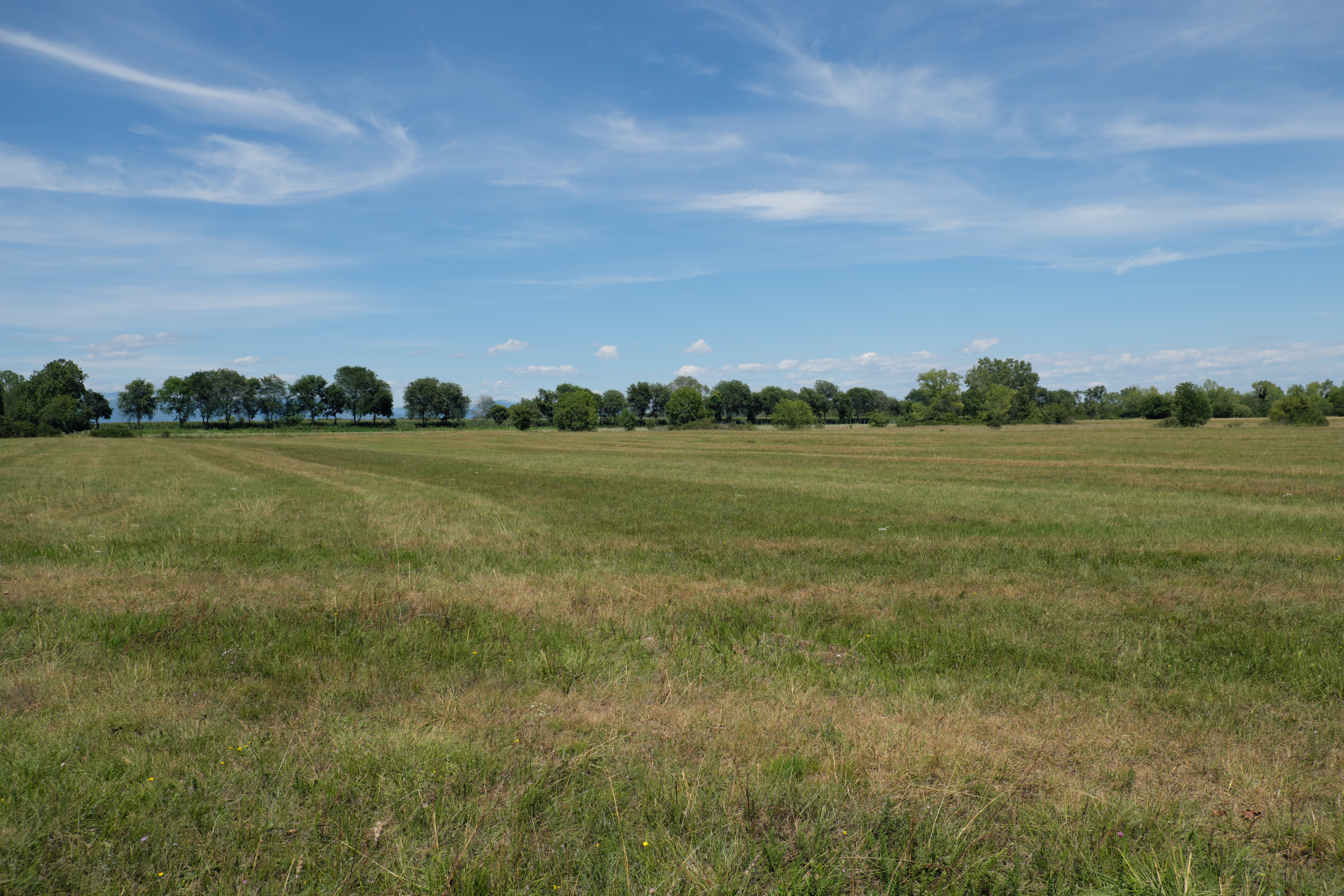
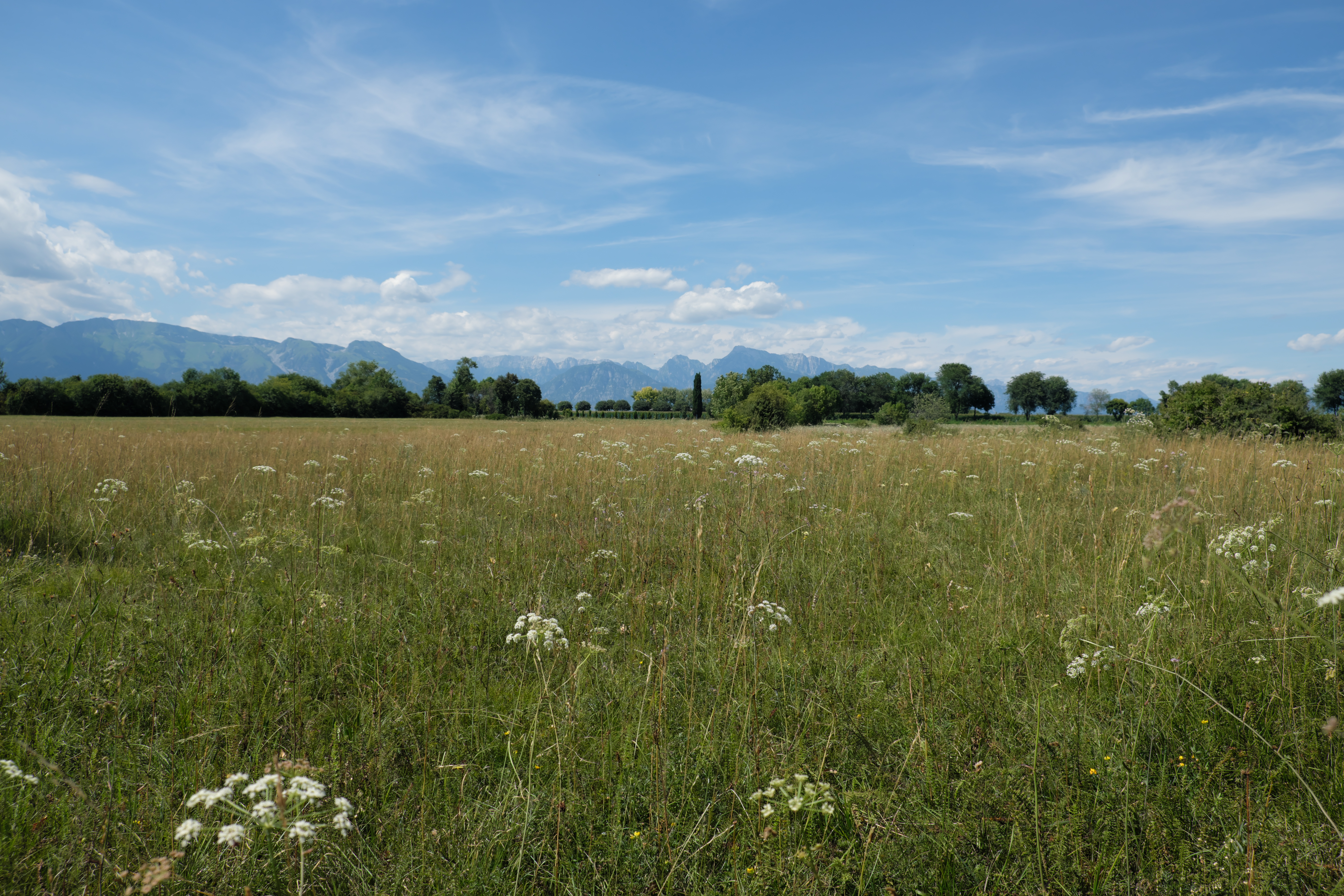
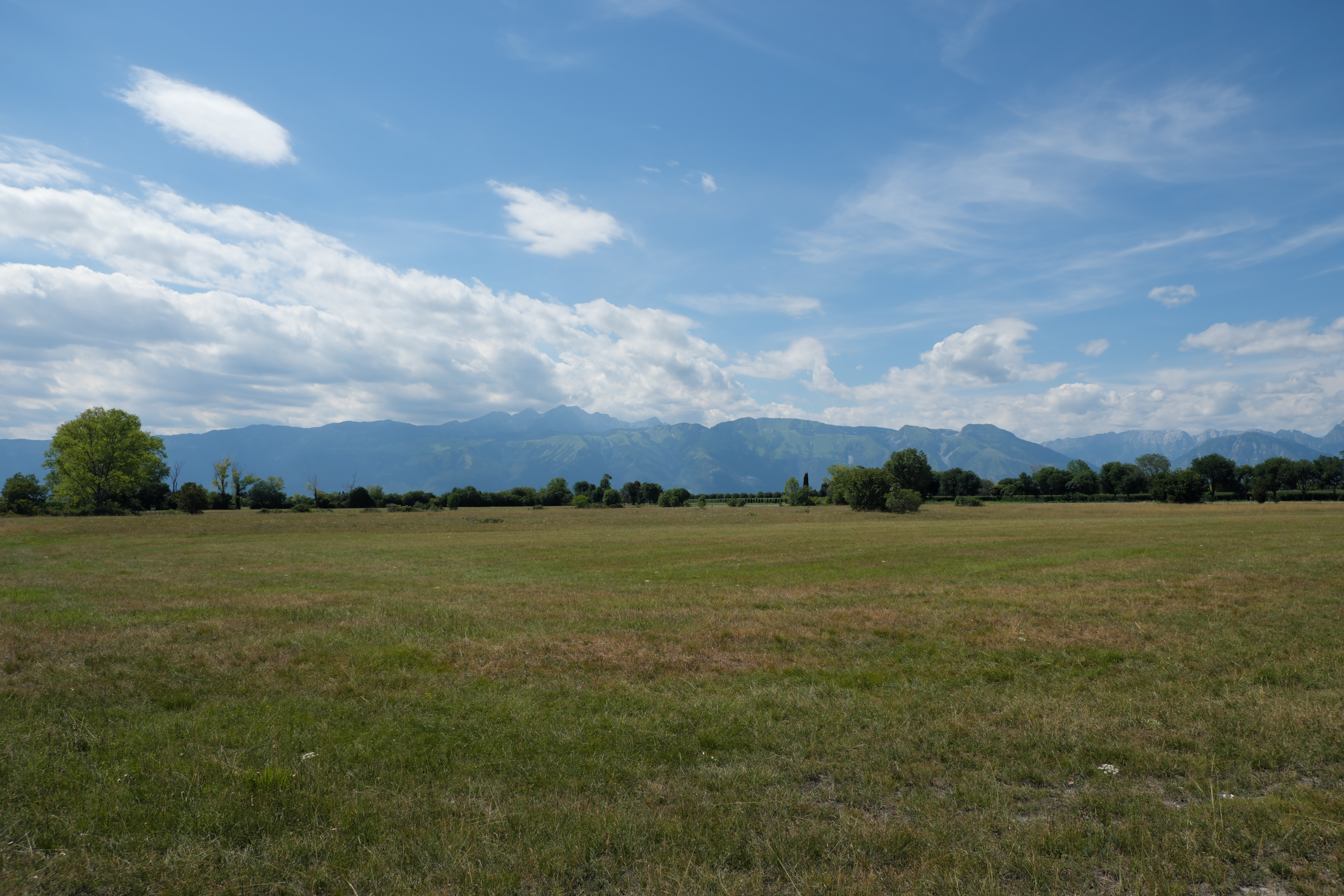
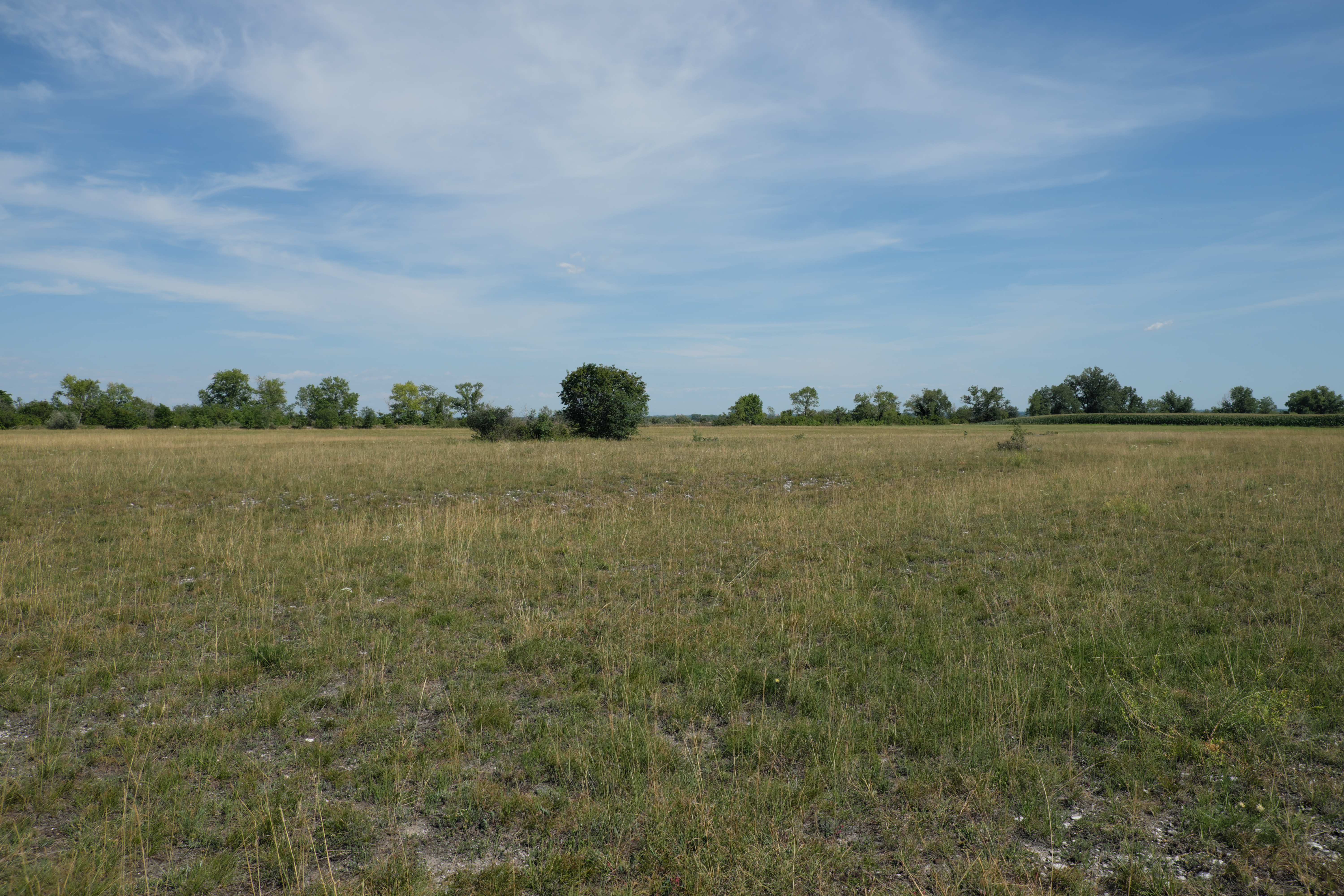